# Geovanni de Jesus
Geovane de Jesus Santos (Itabaianinha, 30 de junio de 1979) es un corredor de larga distancia brasilero.
Venció en dos ocasiones el maratón de Buenos Aires, Argentina: en 2005 (2h15min53) y 2006 (2h18min27) en los 42,195 metros. En 2006 venció además el maratón de Florianópolis,  los 25 km de la Corrida de Aracaju y la  Meia da Corpore, en el estado São Paulo.

## Logros personales
| Año  | Competencia              | Posición | Lugar                   | Marca   |
| ---- | ------------------------ | -------- | ----------------------- | ------- |
| 2005 | Maratón de Buenos Aires  | 1°       | Buenos Aires, Argentina | 2:15:53 |
| 2006 | Maratón de Buenos Aires  | 1°       | Buenos Aires, Argentina | 2:18:27 |
| 2006 | Maratón de Florianópolis | 1°       | Florianópolis, Brasil   |         |